# Теудебур ап Бели
Теудебур ап Бели (валл. Teudebur ab Bili; 690—752) — король Альт Клуита (722—752).

## Биография
Согласно Харлеанским генеалогиям, он был сыном Бели ап Эльфвина., его вероятного предшественника в качестве короля. Такая информация подтверждается ирландскими и валлийскими летописями. Из Харлеанской генеалогии мы узнаем, что он был отцом Думнагуала, одним из его преемников.
Во внешней политике Теудебуру ап Бели сопутствовали неудачи. Его правление совпало с правлением знаменитого короля Пиктов - Энгуса мак Фергюса. на Альт Клуит дважды нападали пикты: в 744 году одни, а в 750 году — вместе с англами Нортумбрии. Анналы Камбрии сообщают, что в 750 году бриты победили армию пиктов в Мигедауке, в которой, согласно летописям Тигернаха, брат Энгуса, Талорген, был убит. Мигедаук часто идентифицируется с современным Мугдоком, на границе между Данбартоншир и Стирлингшир, но эта идентичность отнюдь не является несомненной. Летопись Тигернаха, упоминает Теудера Мак Били, правителя Ало Клуаида, как умершего в 752 году, и по этой причине мы можем быть уверены, что Теудебур был бритским королем, ответственным за победу бриттов. Однако Анналы Камбрии сообщают что Теудур умер в 750 году, то есть тогда же, когда и произошла битва. Возможно он погиб в ней.
Ему наследовал сразу же не его сын, а некий Ротри, известный только из Анналов Камбрии, которая записала его смерть за 754 год. Он не появляется в валлийских генеалогиях или ирландских летописях, которые записывают многих других правителей Альт Клуита. Историк Алан МакКуарри предполагает, что он, возможно, Родри из Гвинеда, и узурпировал трон после смерти предыдущего короля Теудебура в 752 году. А в связи с его смертью сын Теудебура, Думнагуал, стал следующим правителем Альт Клуита. Это вполне возможно, учитывая что Родри, согласно тем же Анналам Камбрии, а также Хронике Принцев, бывал в далекой Думнонии, участвуя в битве при Хехиле, и в связи его титулом упоминаемым Хроникой Принцев Уэльса о его смерти в 754 году, называя его "Правителем Бритов".